# هيجه الشعير (حبيش)

تعديل مصدري - تعديل

هيجه الشعير محلة تابعة لقرية عزان، التابعة لعزلة السلق بمديرية حبيش إحدى مديريات محافظة إب في الجمهورية اليمنية، بلغ تعداد سكانها 29 حسب تعداد اليمن لعام 2004.